# Simulium eximium
Simulium eximium är en tvåvingeart som beskrevs av Meijere 1913. Simulium eximium ingår i släktet Simulium och familjen knott. Inga underarter finns listade i Catalogue of Life.